# 斯韋爾維克
斯韋爾維克是挪威西福爾郡已撤销的市镇，位於該國東南部，面積58平方公里，鎮上有夏季度假設施，2004年人口6,445，人口密度為每平方公里115人。
2020年1月1日并入德拉门市镇，并归属新成立的维肯郡。

## 外部連結
- Municipal fact sheet from Statistics Norway